# فرودگاه گالیگو
فرودگاه گالیگو (به انگلیسی: Galegu Airport) یک فرودگاه با کد یاتا DNX است . این فرودگاه در کشور سودان قرار دارد .